# Gustav Stölting
Gustav Carl Georg Stölting, auch Gustav Stölting-Eimbeckhausen (geboren 20. März 1850 im Kloster Wülfinghausen bei Springe; gestorben 23. März 1934 in Eimbeckhausen am Deister) war ein deutscher Jurist, Geheimer Konsistorialrat, Ritterschafts-Deputierter und Mitglied des Hannoverschen Provinziallandtages.

## Leben
Stölting wurde zur Zeit des Königreichs Hannover geboren als Sohn eines in Wienhausen tätigen Pastors und späteren Superintendenten in Burgdorf. Er studierte Staats- und Rechtswissenschaften unter anderem an der Georg-August-Universität Göttingen. Bis zu seiner vorzeitigen Pensionierung 1907 wirkte er in Kassel, zuletzt als Geheimer Konsistorialrat.
In der Folge zog er sich auf das Rittergut Eimbeckhausen zurück, das seine Familie – seiner Ehe entstammten vier Kinder – schon 1883 erworben hatte. Im Dorf Eimbeckhausen förderte er vor allem den örtlichen Schützenverein, der ihn später zu seinem 80. Geburtstag zum Ehrenvorsitzenden ernannte. Zudem war Stölting Mitbegründer der regionalen Spar- und Darlehnskasse sowie der örtlichen Molkereigenossenschaft.
1910 wurde Gustav Stölting zum Deputierten der Ritterschaft für das Quartier Hameln-Lauenburg gewählt. Wenig später gab er gemeinsam mit Börries von Münchhausen das 1912 erschienene Nachschlagewerk Die Rittergüter der Fürstentümer Calenberg, Göttingen und Grubenhagen heraus.

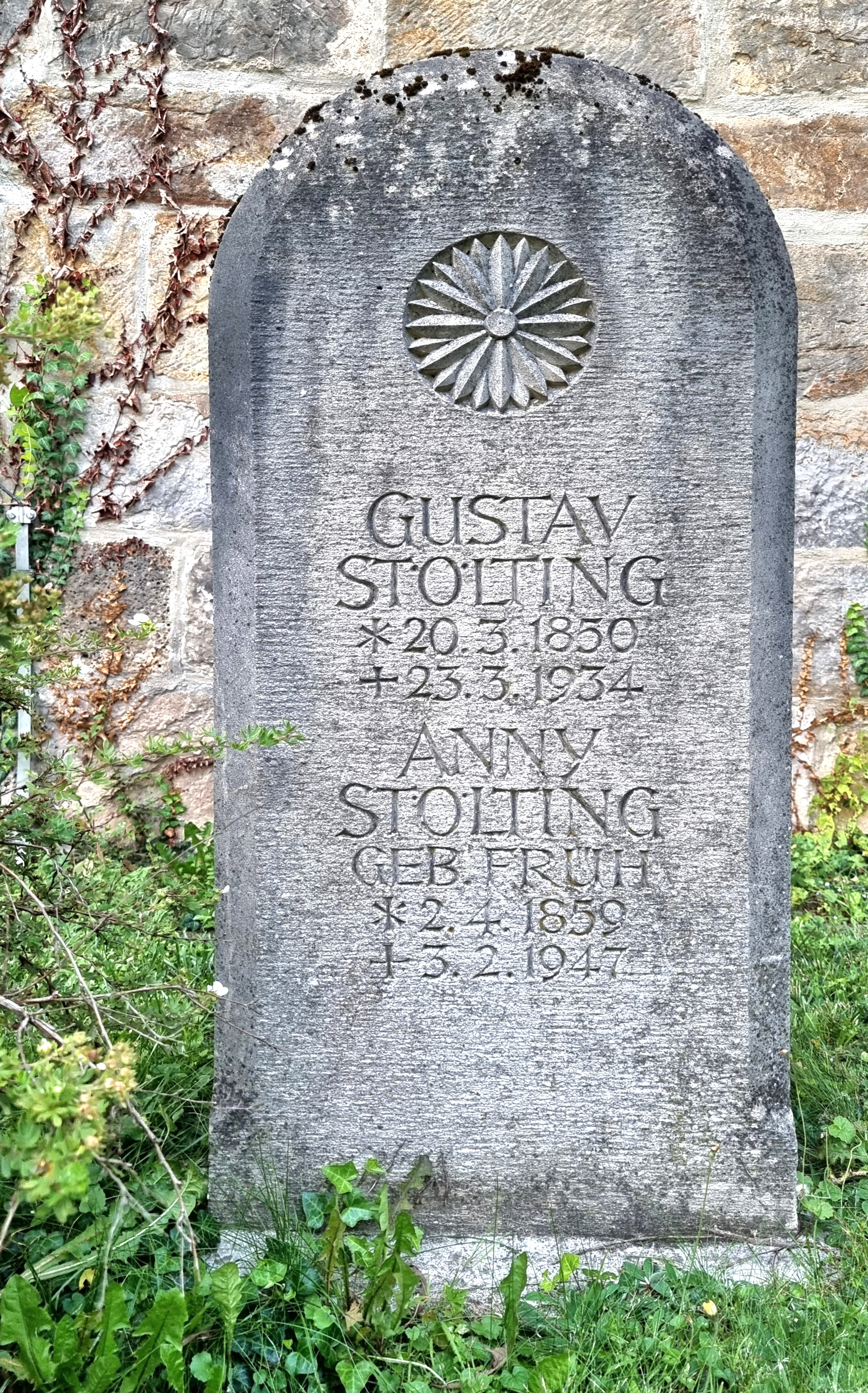
Familien-Grabmal Gustav Stölting und Anny, geborene Früh (1859–1947) auf dem Kirchfriedhof der Gemeinde St. Martin in Eimbeckhausen

Nach dem Ersten Weltkrieg rückte Stölting zum 1. September 1919 als Nachfolger des Landrats Arnold von Laer für den Wahlbereich Springe in den 53. Hannoverschen Provinziallandtag ein. Im Januar des Folgejahres 1920 wurde er zunächst zum Stellvertreter in den Rechnungsausschuss des Landtags gewählt, in dem er später den Oberbürgermeister Heinrich Denicke, der sein Amt niedergelegt hatte, ersetzte.

## Archivalien
Archivalien von und über Gustav Stölting finden sich beispielsweise
- im Stadtarchiv Bad Münder.[3]